# Sade
För andra betydelser, se Sade (olika betydelser).
Sade är dels artistnamnet för Helen Folasade Adu, CBE, född 16 januari 1959 i Ibadan, Nigeria, en brittisk sångerska, och dels namnet på hennes band. Sades musik betraktas ibland som jazz eller soul, och ibland som pop. Sade har tilldelats fyra Grammys, bland annat 2002 för albumet Lovers Rock.

## Biografi
Helen Folasade Adu föddes i Ibadan, Nigeria. Hennes far var nigerian och universitetslärare i ekonomi. Hennes mor engelsk sjuksköterska. Föräldrarna träffades när fadern studerade i London och flyttade till Nigeria när de gift sig. Redan som barn kallades hon för det förkortade namnet av Folasade. När hon var fyra år separerade hennes föräldrar och hon flyttade med sin mor och äldre bror till England. Hon växte upp strax utanför Colchester i sydöstra England, där hon till en början bodde hos sina morföräldrar.
Hon utbildade sig inom mode och kom in i musikbranschen när två före detta skolkamrater bad henne hjälpa till med sång i deras nya band. Hon blev bakgrundssångerska i funkbandet Pride och började skriva låtar. Pride turnerade i Storbritannien under tre år från 1981. Deras konserter innehöll en del där Sade Adu som sångerska i en kvartett framförde jazzigare, mer lågmälda låtar. En av dessa låtar, "Smooth Operator", gjorde att skivbolagen fick upp ögonen för Sade Adu och ville skriva kontrakt med henne som soloartist. Hon gick inte med på detta, utan det var först på villkoret att hon tog med sig tre av medlemmarna från Pride och bildade gruppen Sade som det blev skivkontrakt med Epic Records.
Sade slog igenom stort direkt med sin debutsingel "Your Love is King" som blev en topp 10-hit i Storbritannien i februari 1984. Den lugna, eleganta musiken i kombination med hennes exotiska och sofistikerade framtoning gjorde Sade Adu till en stilikon under 1980-talet med tidskrifter som stod i kö för ha henne på omslaget. Hon underströk att hennes framtoning inte var en image för marknadsföring, utan att hon bara var sig själv.
Sades tre första album blev miljonsäljare och de turnerade ständigt över världen. Efter dessa framgångar har Sade Adu prioriterat sitt privatliv framför artistkarriären och endast givit ut tre album med nytt material. Hon gifte sig med den spanske filmregissören Carlos Scola Pliego 1989 och fick ett barn 1996. Hon lever ett tillbakadraget liv på landsbygden i Gloucestershire med en partner och ger sällan några intervjuer.

## Diskografi
Studioalbum
- 1984 – Diamond Life
- 1985 – Promise
- 1988 – Stronger Than Pride
- 1992 – Love Deluxe
- 2000 – Lovers Rock
- 2002 – Lovers Live
- 2010 – Soldier of Love

Livealbum
- 2002 – Lovers Live
- 2012 – Bring Me Home: Live 2011

Hitsinglar

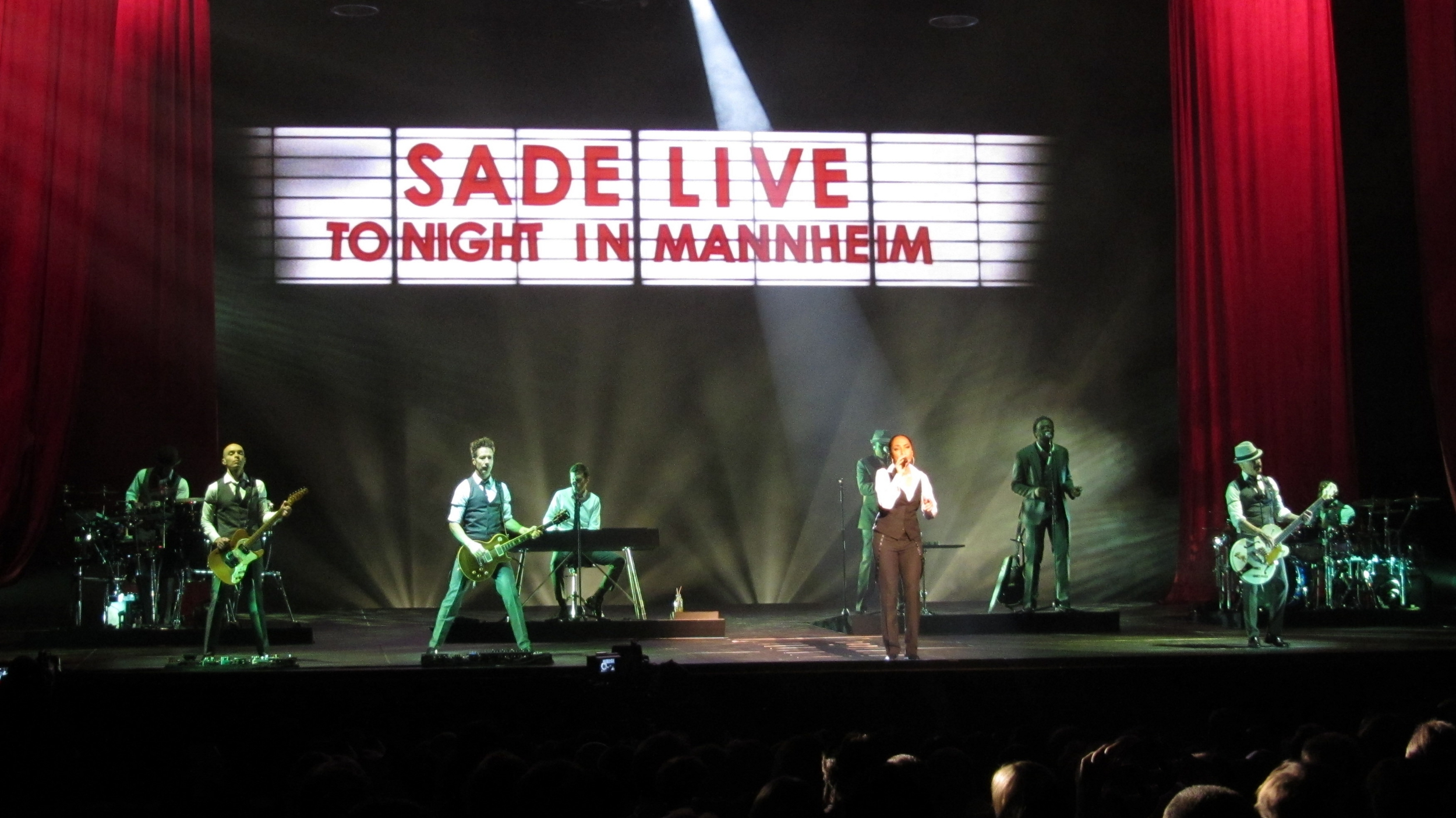
Sade framträder i Mannheim 2011.

- 1984 – "Your Love is King" (UK #6), (US #54)
- 1984 – "Smooth Operator" (UK #19), (US #5)
- 1985 – "The Sweetest Taboo" (UK #31), (US #5)
- 1986 – "Never as Good as the First Time" (UK #89), (US #5)
- 1992 – "No Ordinary Love" (UK #14), (US #28)
- 2000 – "By Your Side" (UK #17), (US #75)
- 2010 – "Soldier Of Love" (UK #123), (US #52)

Samlingsalbum
- 1994 – The Best of Sade
- 2011 – The Ultimate Collection

## Medlemmar i bandet Sade
Nuvarande medlemmar
- Sade Adu – sång (1982– )
- Andrew Hale – keyboards (1982– )
- Stuart Matthewman – saxofon (1982– )
- Paul Spencer Denham – basgitarr (1982– )

Tidigare medlemmar
- Paul Anthony Cooke – trummor (1982–1984)
- Dave Early – trummor (1984–1985, död 1996)

## Priser och utmärkelser
Sade Adu
- Order of the British Empire (OBE) – 2002[7]

Sade
- Brit Award Best British Album – 1985[8]
- Grammy Best New Artist – 1986[9]
- Grammy Best R&B Performance by a Duo or Group with Vocals– 1994[9]
- Grammy Best Vocal Pop Album – 2002[9]
- American Music Awards Favourite Adult Contemporary Artist – 2002[10]
- Grammy Best R&B Performance by a Duo or Group with Vocals – 2011[9]